# Mount Bachelor
Mount Bachelor ist ein Schichtvulkan im Bundesstaat Oregon, USA. Der Berg liegt nur 5 km südwestlich des Tumalo Mountain, der sich auf der anderen Seite des Cascade Lakes Scenic Byway erhebt, und etwa 15 km südöstlich der South Sister. Südlich des Mount Bachelor erstreckt sich eine Reihe kleiner Schildvulkane und Schlackenkegel. Die Stadt Bend, County Seat des Deschutes County, liegt 32 km östlich. Die Wälder am Mount Bachelor sind Teil des Deschutes National Forest.
Der Berg ist ein beliebtes Wintersportgebiet und höchstes Skigebiet im Nordwesten der USA. Der erste Skilift wurde bereits 1958 errichtet.

## Geologie
Vor 11.000 bis 15.000 Jahren bildete sich anstelle des heutigen Mount Bachelor ein Schildvulkan. Erst später, als die Eruptionen gewaltiger wurden, entstand darauf der heutige Schichtvulkan. Von den größeren Vulkanen in der Gegend der Three Sisters ist er der jüngste. Der Berg besteht hauptsächlich aus Basalt und basaltischem Andesit.
Zurzeit werden keine vulkanischen Aktivitäten beobachtet, wobei das nicht heißen muss, dass der Vulkan erloschen ist. Fumarolen treten gelegentlich dort auf, wo das Gestein porös und damit luftdurchlässig ist. Die letzte Eruption fand vor 8.000 bis 10.000 Jahren statt. Vor weniger als 7.000 Jahren ereignete sich der gewaltige Ausbruch des weiter südsüdwestlich gelegenen Mount Mazama (siehe auch: Crater-Lake-Nationalpark). Die Asche bedeckte den 110 km entfernten Mount Bachelor vollständig.

## Name
Die Bezeichnung Bachelor (englisch für Junggeselle) spielt auf seine Lage in gewisser Distanz zu den Three Sisters an. Bis in die 1980er Jahre wurde der Vulkan Bachelor Butte genannt. Lange vorher hieß er Brother Jonathan.

## Besonderheit
Der Mount Bachelor diente 1981 als „Double“ für den Mount St. Helens in dem Filmdrama Mount St. Helens – Der Killervulkan.